# سیارک ۵۱۱۸
سیارک ۵۱۱۸ (به انگلیسی: 5118 Elnapoul، نامگذاری:1988RB) پنج هزار و صد و هجدهمین سیارک کشف شده‌است که در ۷ سپتامبر ۱۹۸۸ کشف شد.
قدر مطلق سیارک برابر ۱۲٫۰۰ است.